# Huis van Qasimi
Het Huis van Qasimi is de heersende koninklijke familie van Sharjah en Ras al-Khaimah, twee van de zeven emiraten die samen de Verenigde Arabische Emiraten (VAE) vormen. Ze zijn één van de langst regerende koninklijke families op het Arabische Schiereiland. Beide emiraten delen dezelfde vlag.

## Geschiedenis
Historisch gezien waren de "Qawasim" een confederatie van soennitische stammen in de zuidoostelijke Golfregio rond de kuststeden Ras al-Khaimah en Sharjah; en hadden te maken met sterke rivaliteit met het Omaans Rijk voor de zeemacht langs de Perzische Golf. Vanwege hun loyaliteit aan het Saoedische Emiraat Diriyah, brandmerkte het Britse Rijk hen als "piraten" en vochten ze twee grote militaire campagnes tegen hen in 1809 en 1819. Historisch gezien regeerden ze ook over de stad Lengeh gedurende een eeuw, totdat deze in 1887 door Perzië werd geannexeerd.

## Lijst van heersers
- Rahma bin Matar Al Qasimi (1722-1760)
- Rashid bin Matar Al Qasimi (1760-1777)
- Saqr bin Rashid Al Qasimi (1777-1803)
- Sultan bin Saqr Al Qasimi (1803-1808)
- Hassan bin Rahma Al Qasimi (1814-1820)
- Sultan bin Saqr Al Qasimi (1820-1866)
- Khalid bin Sultan Al Qasimi (1866-1867)

### Heersers van Ras al-Khaimah
- Ibrahim bin Sultan Al Qasimi (1866-1867)
- Khalid bin Sultan Al Qasimi (1867-1868)
- Salim bin Sultan Al Qasimi (1868-1869)
- Humaid bin Abdullah Al Qasimi (1869-1900)
- Khalid bin Ahmad Al Qasimi (1914-1921)
- Sultan bin Salim Al Qasimi (1921-1948)
- Saqr bin Mohammad Al Qassimi (1948-2010)
- Saud bin Saqr Al Qasimi (2010-heden)

### Heersers van Sharjah
- Sultan bin Saqr Al Qasimi (1803-1866)
- Khalid bin Sultan Al Qasimi (1866-1868)
- Salim bin Sultan Al Qasimi (1868-1883)
- Ibrahim bin Sultan Al Qasimi (1869-1871)
- Saqr bin Khalid Al Qasimi (1883-1914)
- Khalid bin Ahmad Al Qasimi (1914-1924)
- Sultan bin Saqr Al Qasimi II (1924-1951)
- Saqr bin Sultan Al Qasimi (1951-1965)
- Khalid bin Mohammed Al Qasimi (1965-1972)
- Saqr bin Sultan Al Qasimi (1972)
- Sultan bin Muhammad Al Qasimi (1972-1987)
- Abdulaziz bin Mohammed Al Qasimi (1987)
- Sultan bin Muhammad Al Qasimi (1987-heden)